# الفرع الصاعد من الشريان القولوني الأيمن
الفرع الصاعد من الشريان القولوني الأيمن ‏ هو شريان يتفرعُ من شريان قولوني أيمن.